# Кастионе де Барати (Парма)
Кастионе де Барати је насеље у Италији у округу Парма, региону Емилија-Ромања.
Према процени из 2011. у насељу је живело 207 становника. Насеље се налази на надморској висини од 222 м.